# 艾德莱斯绸

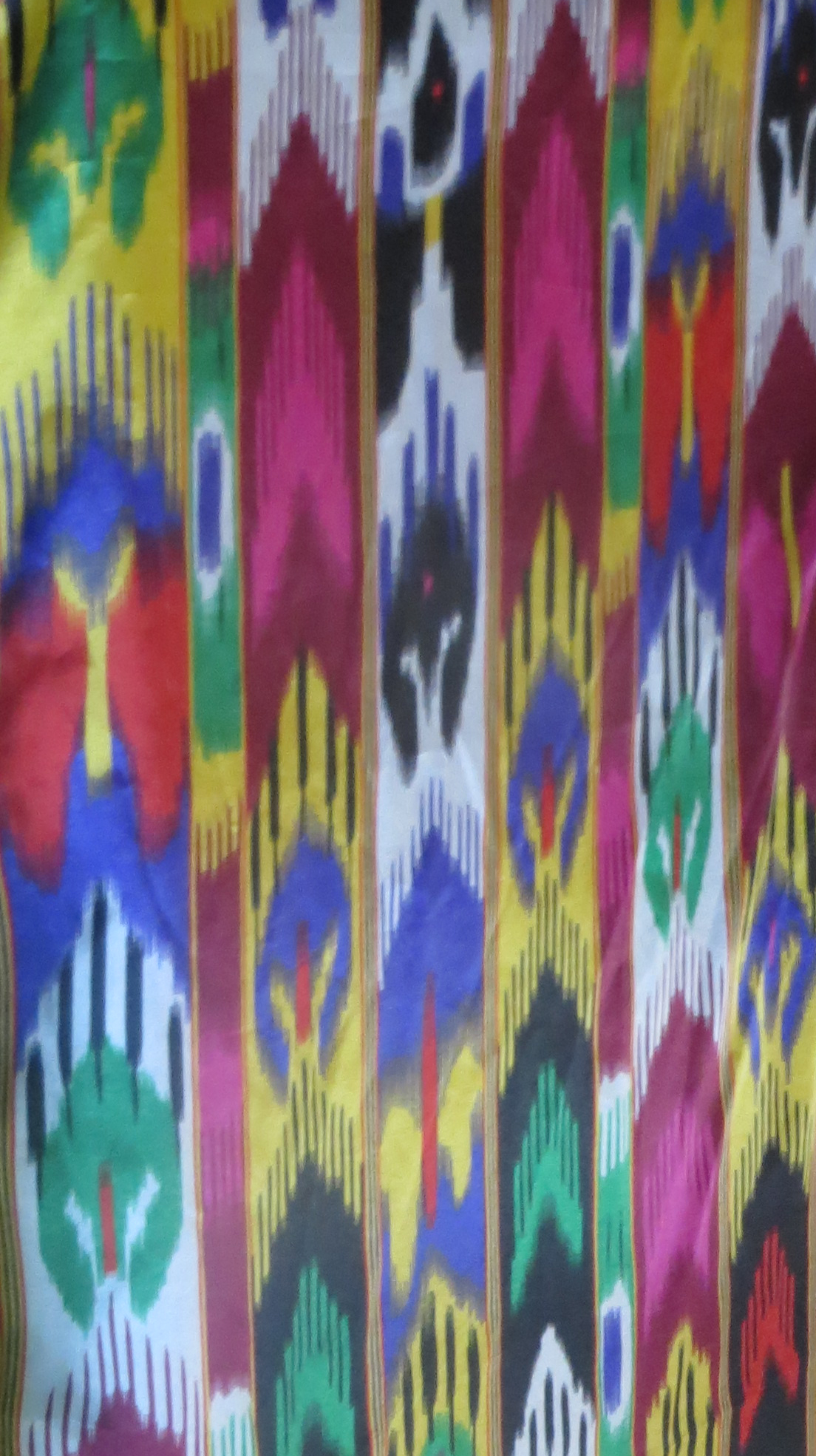
艾德莱斯绸

艾德莱斯绸（維吾爾語：ئەتلەس‎ /  ）又译为艾德莱丝绸，是新疆极富民族特色的一种绸缎，帶有独特花纹。艾德莱斯是维吾尔语，意思是扎染的丝织品。维吾尔族妇女常用它来制作衣服。艾德莱斯绸按照颜色可以分为黄、红、绿、黑四种类型。和田、洛浦的艾德莱斯绸以黑白为主，比较简洁，但讲究虚实得体。莎车、喀什的艾德莱斯绸则是以色彩艷麗称著。每个维吾尔族女性都有一件用艾德莱斯绸制作的衣服，在过节时穿着。

## 制作工艺

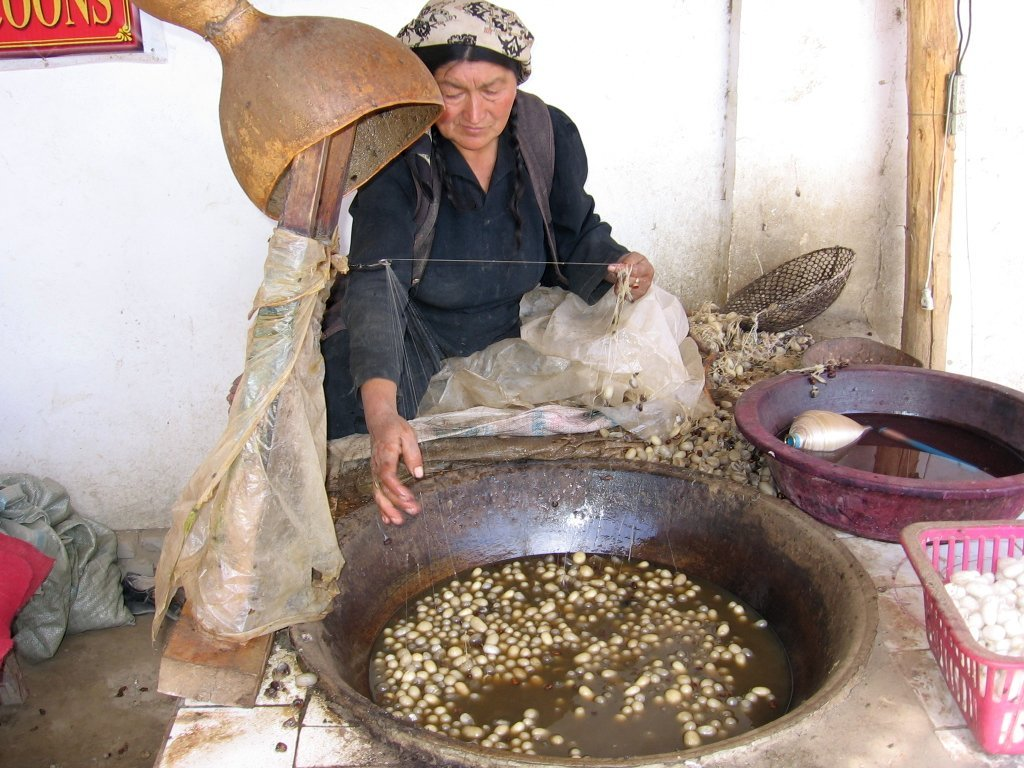
在煮茧的和田妇女

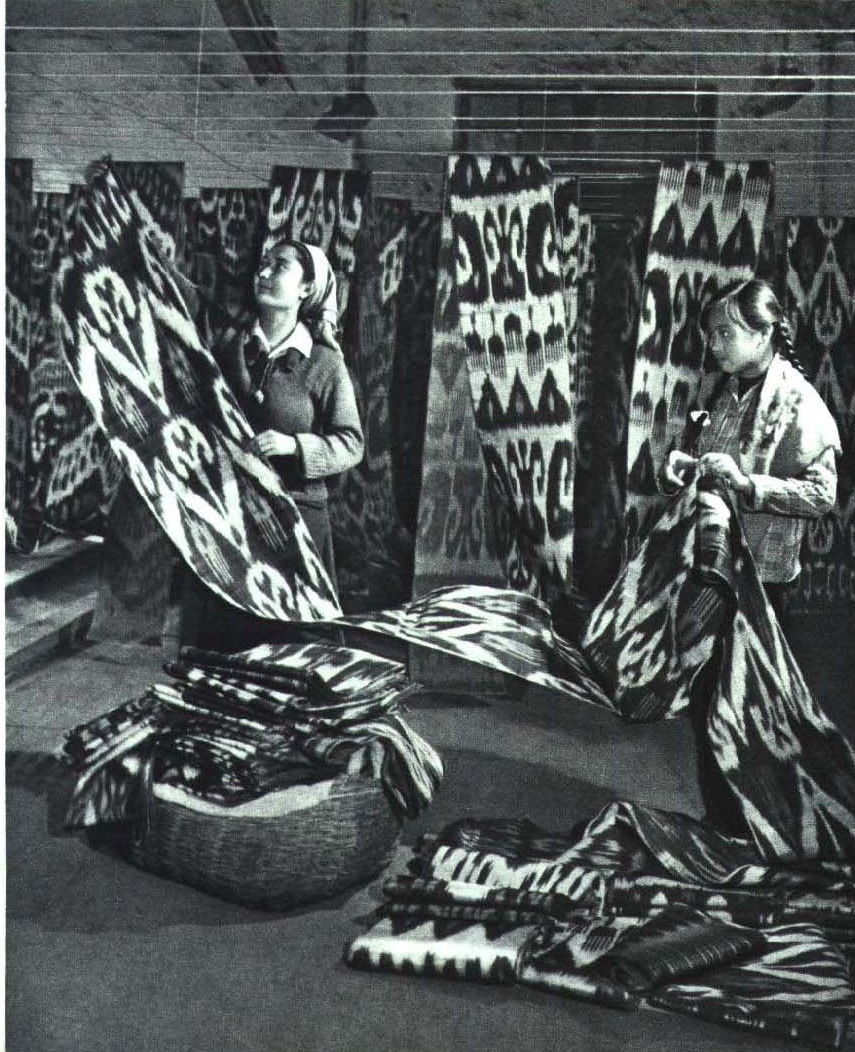
1965年1月的和田缫丝厂

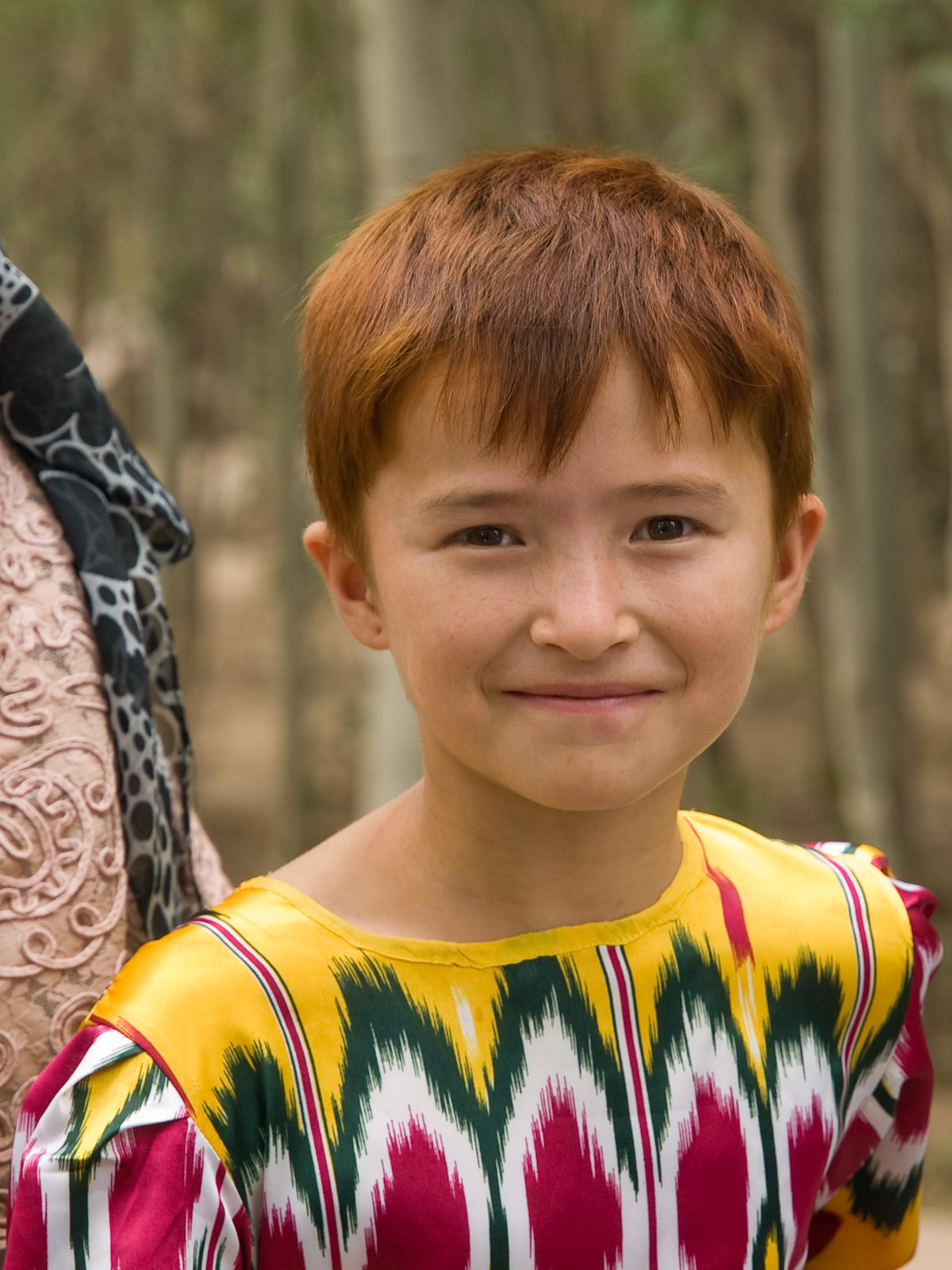
穿着用艾德莱斯绸制成的衣服的女孩

艾德莱斯绸的花纹比较特别与它的制作工艺有关，传统的艾德莱斯绸采用手工扎染制作。艾德莱斯是扎经染色的意思，扎住经纱之后再进行分层染色、整经与织绸，染色所需色一上经线因受染液的渗透而自然晕开，形成很美丽的渗晕，丝毫没人工雕凿的痕迹，好像水中的波纹。
用于染色的染料大多提取自天然材料如石榴花、核桃皮等 。因受制作工艺所限，艾德莱斯绸的幅宽只有40-60厘米。

## 用途
艾德莱斯绸可以用来制作衣物，同时也有人用它来做室内装饰材料。 

## 历史
和田古称于阗，是丝绸之路南道上的重镇。这里的人们很早就掌握了养蚕、织绸的独特工艺。公元十世纪时，这里出产的绸缎就在中原很抢手。和田出产的最早的艾德莱斯绸距今已有2000多年了。
如今，和田出产的艾德莱斯绸成为国内外游客来新疆旅游时会买的纪念品之一，并远销至巴基斯坦、沙特阿拉伯、德国、美国等国。

## 其他
2006年6月，在喀什举办的新疆妇女手工艺品巧手展示大赛中，展示了由库车20名维吾尔族妇女用75米长的艾德莱斯绸制作的巨型长裙 。

### 传说
玄奘的《大唐西域记》中记载，遥远的瞿萨旦那国（今和田）并没有丝绸，人们也并不知道桑蚕。可是国王却很喜欢丝绸，于是向东方国家的公主求婚并令使者悄悄告诉公主让她可以带来桑树和蚕。公主知道不能这样，于是她想了一个办法。公主把桑种和蚕茧藏在帽子里，带入了瞿萨旦那国。公主与国王结婚成为王妃。进过两年年以后王妃带来的桑种和蚕都开始有了规模，王妃又教给臣民如何缫丝织绸。从此丝绸就在这里扎根了。为保证蚕种不绝，王妃还规定，不准任何人伤害蚕蛾，等到蚕蛾飞尽后才可以缫丝。